# Кронли, Джей
Джей Кронли (англ. Jay Cronley, 9 ноября 1943, Линкольн — 26 февраля 2017, Талса) — обозреватель американской газеты Tulsa World и автор множества юмористических произведений, в том числе Fall Guy, Good Vibes, Quick Change и Funny Farm. Кронли стал членом Зала славы писателей Оклахомы (англ. Oklahoma Writers Hall of Fame) в 2002 году.
По нескольким романам Кронли сняты художественные фильмы. Good Vibes был превращён в комедию 1989 года Let It Ride, в которой снимались Ричард Дрейфус, Дэвид Йохансен, Ричард Эдсон, Дженнифер Тилли и Тери Гарр. «Быстрая смена» была экранизирована дважды: в 1985 и 1990 годах. Версия 1985 года «Ограбление» была снята Александром Аркади, действие происходило в Монреале. В версии 1990 года снимались Билл Мюррей, Джина Дэвис и Рэнди Куэйд; как и в романе, действие происходило в Нью-Йорке. Джордж Рой Хилл снял в 1988 году экранизацию «Весёлой фермы». Французский фильм 2004 года Nos amis les flics режиссёра Боба Суэйма основан на «Дешёвом выстреле» (Cheap Shot).
Кронли писал о скачках для ESPN.

## Литературная критика
Kirkus Reviews назвал Walking Papers «умной и занимательной выходкой» и «немного тонкой, но гениальной, а иногда даже оригинальной».

## Смерть
Джей Кронли умер естественной смертью 26 февраля 2017 года в своём доме в Талсе, штат Оклахома.

## Романы
- Fall Guy (1977)
- Good Vibes (1979)
- Screwballs (1980)
- Quick Change (1981)
- Cheap Shot (1984)
- Funny Farm[англ.] (1985)
- Walking Papers (1988)
- Shoot! (1997)